# Roäc
Roäc is de naam van een raaf die voorkomt in het boek De Hobbit van J.R.R. Tolkien.
Roäc is de leider van de grote raven van de Eenzame Berg en speelt een belangrijke rol aan het einde van de Queeste van Erebor, hoewel hij op dat moment al bijna blind en kaal op het hoofd is.
De grote raven hadden altijd een goede band gehad met de Koningen onder de Berg en hun volk en Roäc zorgt voor de communicatie tussen Thorin Eikenschild en zijn verwant en bondgenoot Dáin IJzervoet, de latere Koning onder de Berg, voor de Slag van Vijf Legers.